# Helene Mayer
Helene Mayer (nume de căsătorie Helene Falkner von Sonnenburg, n. 20 decembrie 1910, Offenbach am Main, Germania – d. 15 octombrie 1953, Heidelberg, RFG) a fost o scrimeră germană specializată pe floretă.
La vârsta de 17 ani a fost laureată cu aur la Jocurile Olimpice din 1928 de la Amsterdam după ce a câștigat 18 din 20 de meciuri. S-a clasat pe locul 5 la Olimpiada din 1932 de la Los Angeles. A rămas in Statele Unite ale Americii după Jocurile Olimpice, în cadrul unui schimb studențesc, luând parte la competițiile din această țară.
Având un tată evreu și o mamă creștină, a fost exclusă în anul 1933 din clubul său de scrimă de la Offenbach din cauza epurărilor naziste antievreiești. Totuși, i s-a propus să reprezinte Germania la Jocurile Olimpice din 1936 de la Berlin, organizate de Al Treilea Reich: Comitetul Olimpic din Germania a asigurat Comitetul Olimpic Internațional că sportivii germani evrei nu ar fi excluși. Astfel, Helene Mayer a fost singurul membru evreu al delegației germane. A cucerit medalia de argint după ce a fost învinsă în faza finală de maghiara Ilona Elek, care era și ea evreică. Helene Mayer a câștigat aurul la Campionatele Europene (Campionatele Mondiale de fapt) în 1929 și 1931, precum și la Campionatul Mondial în 1937.
După ce s-a retras în anul 1947 a devenit profesoară de limbi străine la Mills College, de lângă San Francisco, apoi profesoară de științe politice la City College din San Francisco. A dobândit cetățenia americană cu puțin timp înainte de cel de-al Doilea Război Mondial. A murit răpusă de cancer în anul 1953.

## Legături externe
Materiale media legate de Helene Mayer la Wikimedia Commons
- en Helene Mayer la Olympedia.org
- en  „Hall of Fame-ul” scrimei Arhivat în 12 august 2015, la Wayback Machine. la Federația Internațională de Scrimă